# Megacmonotus vanderweelei
Megacmonotus vanderweelei is een insect uit de familie van de vlinderhaften (Ascalaphidae), die tot de orde netvleugeligen (Neuroptera) behoort. 
Megacmonotus vanderweelei is voor het eerst wetenschappelijk beschreven door New in 1984.